# Coni’Fer
| |                      |                                    |                                    |
| Spurweite: | 1435 mm (Normalspur) |                                    |                                    |
| |                      |                                    |                                    |
| \| \| \| von Frasne \| \| \| \| \| Pontarlier \| \| \| \| \| Richtung Neuchâtel \| \| \| \| \| Le Frambourg – La Cluse-et-Mijoux \| \| \| \| \| Fontaine-Ronde \| \| \| \| \| Métabief \| \| \| \| \| Les Hôpitaux-Neufs-Jougne \| \| \| \| \| (Tunnelportal nicht mehr sichtbar) \| \| \| \| \| Col de Jougne \| \| \| \| \| \| \| \| \| \| N57 \| \| \| \| \| Staatsgrenze Frankreich / Schweiz \| \| \| \| \| Richtung Lausanne \| \| \| \| \| Vallorbe \| \| \| \| \| Tunnel du Mont d’Or \| \| \| \| \| nach Frasne \| \| |                      |                                    |                                    |
| Strecke |                      | von Frasne                         | von Frasne                         |
| Bahnhof |                      | Pontarlier                         | Pontarlier                         |
| Abzweig ehemals geradeaus und nach links |                      | Richtung Neuchâtel                 | Richtung Neuchâtel                 |
| Bahnhof (Strecke außer Betrieb) |                      | Le Frambourg – La Cluse-et-Mijoux  | Le Frambourg – La Cluse-et-Mijoux  |
| Haltepunkt / Haltestelle Strecke bis hier außer Betrieb |                      | Fontaine-Ronde                     | Fontaine-Ronde                     |
| ehemaliger Haltepunkt / Haltestelle |                      | Métabief                           | Métabief                           |
| Kopfbahnhof Strecke ab hier außer Betrieb |                      | Les Hôpitaux-Neufs-Jougne          | Les Hôpitaux-Neufs-Jougne          |
| Tunnelanfang (Strecke außer Betrieb) |                      | (Tunnelportal nicht mehr sichtbar) | (Tunnelportal nicht mehr sichtbar) |
| Strecke (außer Betrieb) (im Tunnel) |                      | Col de Jougne                      | Col de Jougne                      |
| Tunnelende (Strecke außer Betrieb) |                      |                                    |                                    |
| Tunnel (Strecke außer Betrieb) |                      | N57                                | N57                                |
| Grenze (Strecke außer Betrieb) |                      | Staatsgrenze Frankreich / Schweiz  | Staatsgrenze Frankreich / Schweiz  |
| Abzweig ehemals geradeaus und von links |                      | Richtung Lausanne                  | Richtung Lausanne                  |
| Bahnhof |                      | Vallorbe                           | Vallorbe                           |
| Tunnelanfang |                      | Tunnel du Mont d’Or                | Tunnel du Mont d’Or                |
| Strecke (im Tunnel) |                      | nach Frasne                        | nach Frasne                        |

Die Coni’Fer Chemin de Fer Touristique ist eine französische Museumsbahn auf einem Streckenabschnitt der früheren Strecke zwischen Pontarlier in der französischen Region Bourgogne-Franche-Comté und dem schweizerischen Vallorbe. Die mittlerweile fahrbereite Teilstrecke ist 7,5 km lang und wird mit Dampfzügen betrieben.

## Geschichte der Bahnstrecke
Die grenzüberschreitende 27 km lange Strecke von Pontarlier über die Stationen La Cluse-et-Mijoux und Les Hôpitaux-Neufs-Jougne nach dem 1870 eröffneten Bahnhof Vallorbe wurde am 1. Juli 1875 eröffnet.
Das Gebiet des französischen Juras bildet die Wasserscheide zwischen den Einzugsgebieten von Rhone und Rhein. Der in dieser Gegend liegende Col de Jougne wurde durch den 1662 m langen Tunnel Jougne auf einer Scheitelhöhe von 1012 m durchquert.
Nach der Eröffnung des Simplon-Tunnels im Jahre 1906 verlief über die Strecke Pontarlier – Vallorbe – Simplon die kürzeste Direktverbindung Paris – Italien. Die Bedeutung dieser Bahnstrecke lässt sich daran erkennen, dass damals täglich bis 40 Züge verkehrten. Die Dampflokomotiven der aus Frankreich einfahrenden Züge wurden abgekoppelt und am Zugsende durch eine Schweizer Dampflokomotive ersetzt.
Im Jahre 1915 wurde eine zweite Strecke von Frasne nach Vallorbe eröffnet. Die Linienführung wurde so gewählt, dass Vallorbe ein Durchgangsbahnhof wurde, aber die Lokomotivwechsel blieben. Die neue Streckenführung erlaubte eine geringere Steigung. Der Scheitelpunkt war bereits bei 896 m, dafür wurde der Tunnel durch den Mont d’Or 6096 m lang.
Der Fernverkehr wurde über die neue Strecke abgewickelt, Regionalzüge nutzten weiterhin die Strecke Pontarlier – Vallorbe. Ab 1935 kamen Schienenbusse mit einer Geschwindigkeit von 40 km/h zum Einsatz. Im Jahr 1940 sprengten französische Truppen den Tunnel von Jougne, die damit das Vordringen der deutschen Wehrmacht zu verhindern suchten. Das Tunnelportal wurde 1941 zugemauert und 1942 die Gleise demontiert. Nach dem Krieg wurden die Anlagen nicht mehr wiederhergestellt. Der Regionalverkehr ab Pontarlier wurde noch bis 1969 aufrechterhalten, dann jedoch eingestellt.

## Museumsbetrieb
Zu Beginn der 1990er Jahre wurde ein Verein gegründet, der sich dem Wiederaufbau und Betrieb dieser Strecke widmet. Seit 1993 ist die Strecke zwischen Les Hôpitaux-Neufs und Fontaine-Ronde befahrbar. Der Museumsbetrieb findet ausschließlich in den Monaten Juni bis September statt, die Fahrzeit beträgt ca. 40 Minuten. In Fontaine-Ronde sind mehrere Kohlenmeiler aufgebaut und es finden Vorführungen zur Köhlerei statt.
Am 4. Juni 2022 entlief beim Rangieren eine Garnitur, in der sich auch ein mit 30 Gästen besetzter Speisewagen befand, und fuhr auf eine Dampflokomotive auf. Dabei wurden 20 Menschen verletzt, 11 davon schwer.

## Fahrzeuge
- schweizerische C-Tenderdampflokomotive Nr. 5 („Tigerli“)
- diverse Dieselkleinlokomotiven aus der Schweiz, aus Frankreich sowie der ehemaligen DDR
- zahlreiche Personenwagen und Güterwagen